# Bacalao a la vizcaína

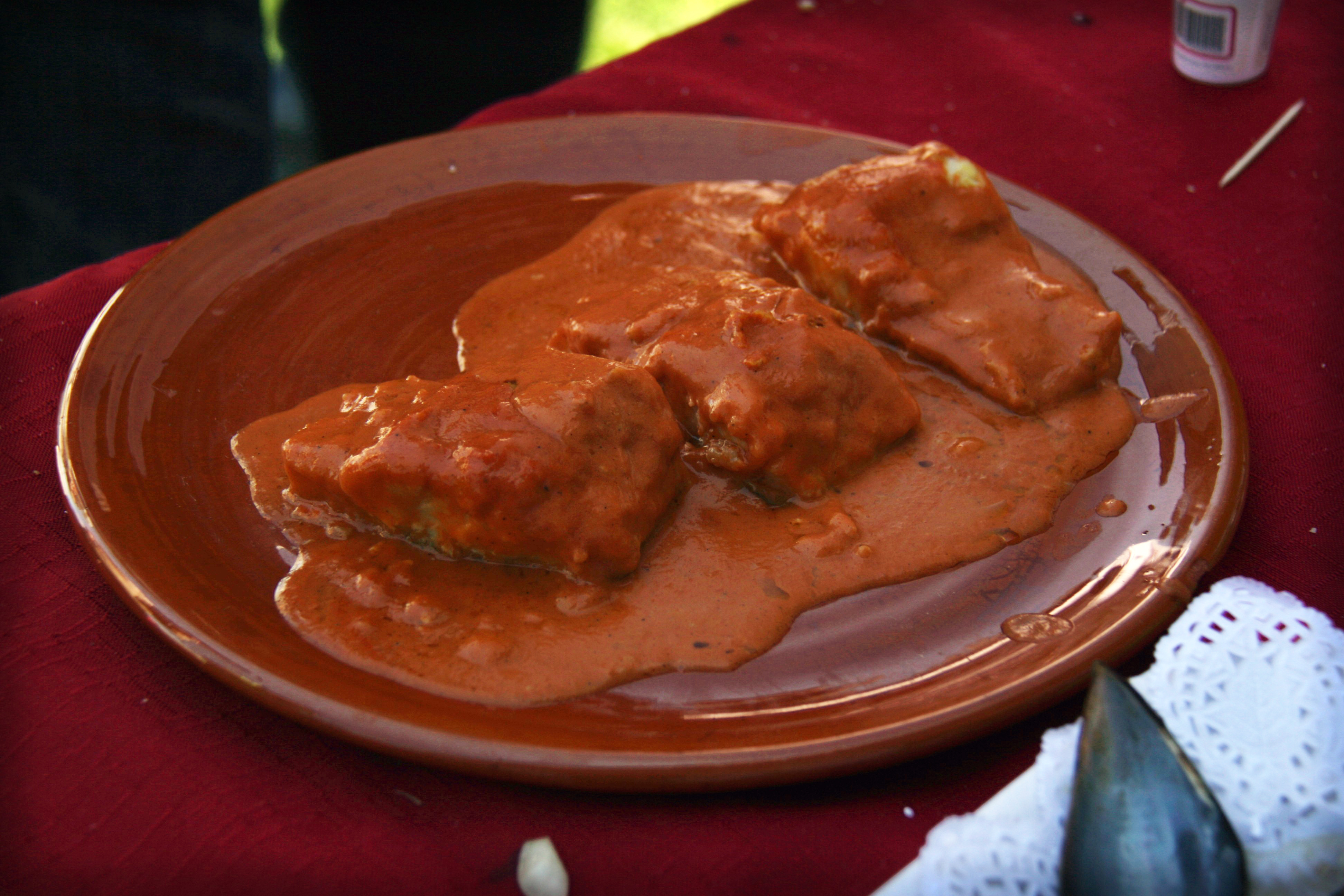
Plato de Bacalao a la vizcaína

El bacalao a la vizcaína es uno de los platos más tradicionales de la gastronomía vasca. Su ingrediente principal es el bacalao en salazón (previamente desalado en agua), acompañado por regla general de la denominada salsa vizcaína. También puede emplearse el abadejo bajo la misma preparación culinaria.

## Características
Se pone el ajo en una cazuela (puede ser de barro) con aceite de oliva, y se confita el bacalao durante unos minutos. Se saca y se reserva aparte. En la misma cazuela, se pone la salsa vizcaína y se coloca el bacalao; se hierve ligeramente. Tradicionalmente no lleva tomate entre sus ingredientes (algo que es motivo de una larga polémica) lo que acentúa la diferencia con otras recetas de bacalao que sí lo utilizan, como el bacalao a la riojana o el bacalao al ajoarriero.  